# Diocesi di Wallis e Futuna
La diocesi di Wallis e Futuna (in latino Dioecesis Uveana et Futunensis) è una sede della Chiesa cattolica in Francia suffraganea dell'arcidiocesi di Numea. Nel 2022 contava 10.242 battezzati su 11.380 abitanti. La sede è vacante.

## Territorio
La diocesi comprende le isole Wallis e Futuna.
Sede vescovile è la città di Matāʻutu, dove si trova la cattedrale di Nostra Signora dell'Assunzione (Notre-Dame-de-l'Assomption).
Il territorio è suddiviso in 5 parrocchie.

## Storia
Il vicariato apostolico delle isole Wallis e Futuna fu eretto l'11 novembre 1935 con la bolla Quidquid fidei di papa Pio XI, ricavandone il territorio dal vicariato apostolico dell'Oceania centrale (oggi diocesi di Tonga).
Il 21 giugno 1966 in forza della bolla Prophetarum voces di papa Paolo VI il vicariato apostolico è stato elevato a diocesi e ha assunto il nome di diocesi di Wallis e Futuna.
Il 25 aprile 1974 per effetto del decreto Ad satius della Congregazione per l'evangelizzazione dei popoli il nome latino della diocesi, originariamente Dioecesis Uallisiensis et Futunensis, ha assunto la forma attuale.
L'11 aprile 2002 la Congregazione per il culto divino e la disciplina dei sacramenti ha approvato la traduzione del Messale romano nella lingua wallisiana.

## Cronotassi dei vescovi
Si omettono i periodi di sede vacante non superiori ai 2 anni o non storicamente accertati.
- Alexandre Poncet, S.M. † (11 novembre 1935 - 22 dicembre 1961 dimesso)
- Michel-Maurice-Augustin-Marie Darmancier, S.M. † (22 dicembre 1961 - 25 aprile 1974 dimesso)
- Laurent Fuahea † (25 aprile 1974 - 20 giugno 2005 ritirato)
- Ghislain Marie Raoul Suzanne de Rasilly, S.M. (20 giugno 2005 - 24 dicembre 2018 ritirato)
- Susitino Sionepoe, S.M. (24 dicembre 2018 - 14 gennaio 2025 nominato arcivescovo di Numea)

## Statistiche
La diocesi nel 2022 su una popolazione di 11.380 persone contava 10.242 battezzati, corrispondenti al 90,0% del totale.
| anno | popolazione | popolazione | popolazione | presbiteri | presbiteri | presbiteri | presbiteri                | diaconi | religiosi | religiosi | parrocchie |
| anno | battezzati  | totale      | %           | numero     | secolari   | regolari   | battezzati per presbitero | diaconi | uomini    | donne     | parrocchie |
| ---- | ----------- | ----------- | ----------- | ---------- | ---------- | ---------- | ------------------------- | ------- | --------- | --------- | ---------- |
| 1950 | 8.635       | 8.640       | 99,9        | 16         | 6          | 10         | 539                       |         | 3         | 53        | 5          |
| 1970 | 8.574       | 8.574       | 100,0       | 20         | 9          | 11         | 428                       |         | 15        | 53        | 5          |
| 1980 | 10.549      | 10.800      | 97,7        | 12         | 7          | 5          | 879                       |         | 13        | 50        | 5          |
| 1990 | 16.229      | 16.379      | 99,1        | 10         | 5          | 5          | 1.622                     |         | 11        | 38        | 5          |
| 1999 | 14.316      | 14.347      | 99,8        | 9          | 6          | 3          | 1.590                     |         | 7         | 33        | 5          |
| 2000 | 14.192      | 14.392      | 98,6        | 9          | 6          | 3          | 1.576                     |         | 17        | 44        | 5          |
| 2001 | 14.192      | 14.503      | 97,9        | 9          | 7          | 2          | 1.576                     |         | 15        | 34        | 5          |
| 2002 | 14.192      | 15.000      | 94,6        | 10         | 7          | 3          | 1.419                     |         | 16        | 40        | 5          |
| 2003 | 14.700      | 15.000      | 98,0        | 8          | 6          | 2          | 1.837                     |         | 15        | 30        | 5          |
| 2004 | 14.687      | 14.987      | 98,0        | 10         | 7          | 3          | 1.468                     |         | 9         | 33        | 5          |
| 2010 | 13.631      | 14.231      | 95,8        | 8          | 5          | 3          | 1.703                     |         | 10        | 35        | 5          |
| 2014 | 11.697      | 12.197      | 95,9        | 8          | 5          | 3          | 1.462                     |         | 11        | 35        | 5          |
| 2017 | 10.450      | 10.950      | 95,4        | 9          | 6          | 3          | 1.161                     | 1       | 10        | 31        | 5          |
| 2020 | 10.450      | 10.950      | 95,4        | 10         | 4          | 6          | 1.045                     | 1       | 13        | 29        | 5          |
| 2022 | 10.242      | 11.380      | 90,0        | 12         | 6          | 6          | 853                       | 1       | 9         | 27        | 5          |